# Ilustrowana encyklopedia Trzaski, Everta i Michalskiego
Ilustrowana encyklopedia Trzaski, Everta i Michalskiego – pięciotomowa, ilustrowana, polska encyklopedia ogólna, która wydana została w latach 1926–1928 w okresie II RP w Warszawie przez wydawnictwo Trzaska, Evert i Michalski .

## Redakcja
Encyklopedię redagował komitet redakcyjny, na czele którego stał Stanisław Lam. W sumie artykuły opracowało 180 polskich uczonych z różnych dziedzin  :
- dr Włodzimierz Antoniewicz - opracował hasła związane z archeologią,
- Stanisław Arnold - historia,
- inż. Stefan Bryła - technika,
- Adam Fischer - ludoznawstwo,
- Jan Stanisław Bystroń - kultura i obyczaj polski,
- Regina Fleszarowa - geologia,
- Tadeusz Grabowski - literatura polska,
- J. W. Grott - medycyna,
- Romuald Gumiński - meteorologia,
- F. Herod - farmaceutyka,
- Zdzisław Jachimecki - historia polskiej muzyki,
- W. Jampolski - polityka,
- J. Jarocki - zoologia,
- Tadeusz Joteyko - współczesna muzyka polska,
- Feliks Kepiński - astronomia,
- J. Kobylański - łowiectwo,
- Jerzy Karol Kurnatowski - ekonomia,
- Antoni Lange - literatura powszechna,
- Otton Laskowski - wojsko i wojskowość,
- M. Łobanow - chemia,
- Jan Lorentowicz - teatr,

## Opis
Encyklopedia drukowana była w układzie dwuszpaltowym. Zawierała wielobarwne i jednobarwne mapy, ryciny, tablice, kolorowe litografie, fotografie i ilustracje  .
Cena kompletu była zróżnicowana w zależności od oprawy introligatorskiej. W oprawie płóciennej kosztował 390 zł., półskórkowej 440, bogatej półpergaminowej 550, skórzanej ze złoceniami 650 złotych . Wydano w sumie 5 tomów:
- T. 1 (A-E), 1088 stron[1] ,
- T. 2 (F-K), 1216 stron[3] ,
- T. 3 (L-O), 1056 stron[4] ,
- T. 4 (P-Sh), 1216 stron[5] ,
- T. 5 (Si-Z), 1240 stron[6] .